# Passage-clé
Pour les articles homonymes, voir Crux (homonymie).

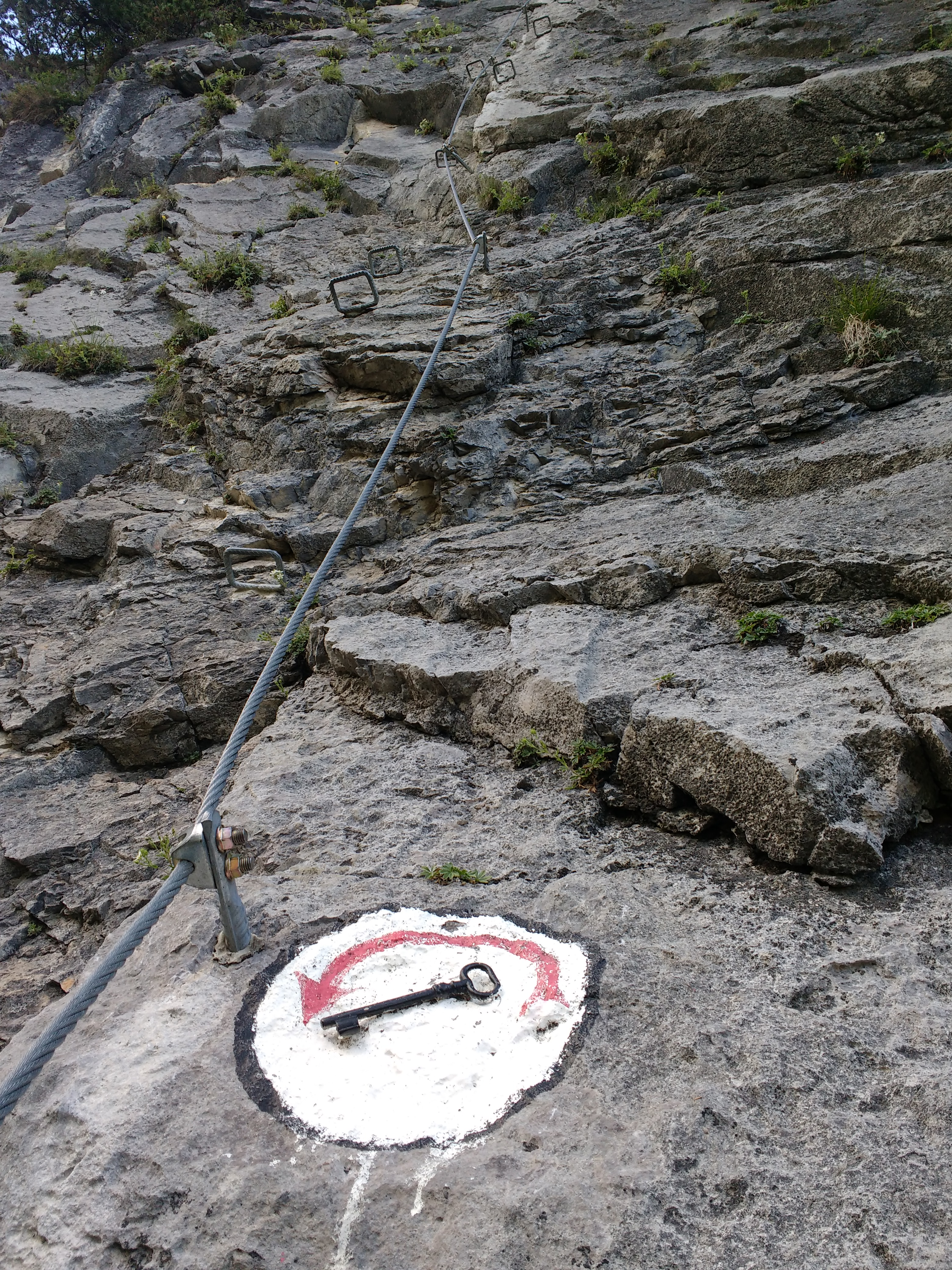
Passage-clé marqué par une clé, sur une voie.

Le passage-clé (ou crux, litt. « point crucial ») de l'escalade, de l'alpinisme et de la randonnée en haute montagne est la partie la plus difficile d'un itinéraire, ou l'endroit où le plus grand danger se présente. Dans la description d'une voie d'escalade à l'aide d'un topo, les passages-clés sont généralement représentées par un symbole de clé.
La cotation d'une voie d'escalade repose en partie sur la difficulté technique du passage-clé (par exemple 8A dans le système d'escalade sportive de Fontainebleau, ou V11 dans le système de Hueco Tanks) et, pour les voies d'escalade traditionnelles, une note supplémentaire est utilisée pour le risque de blessure d'un grimpeur en cas de chute au passage-clé (par exemple dans le système britannique E-grade). Le reste de l'itinéraire peut être considérablement plus facile, ou l'itinéraire comprendre plusieurs passages-clés de difficulté égale, ou simplement être d'un niveau de difficulté constant sans sections qui se démarquent comme plus difficiles.
La planification d'un itinéraire doit prévoir de garder une réserve de forces adaptée aux passages clés à surmonter. Les grimpeurs sportifs en sont venus à utiliser une genouillère pour se reposer avant ou immédiatement après un passage-clé ; ils peuvent également pratiquer continuellement un passage-clé en utilisant la moulinette.